# Rekumbens

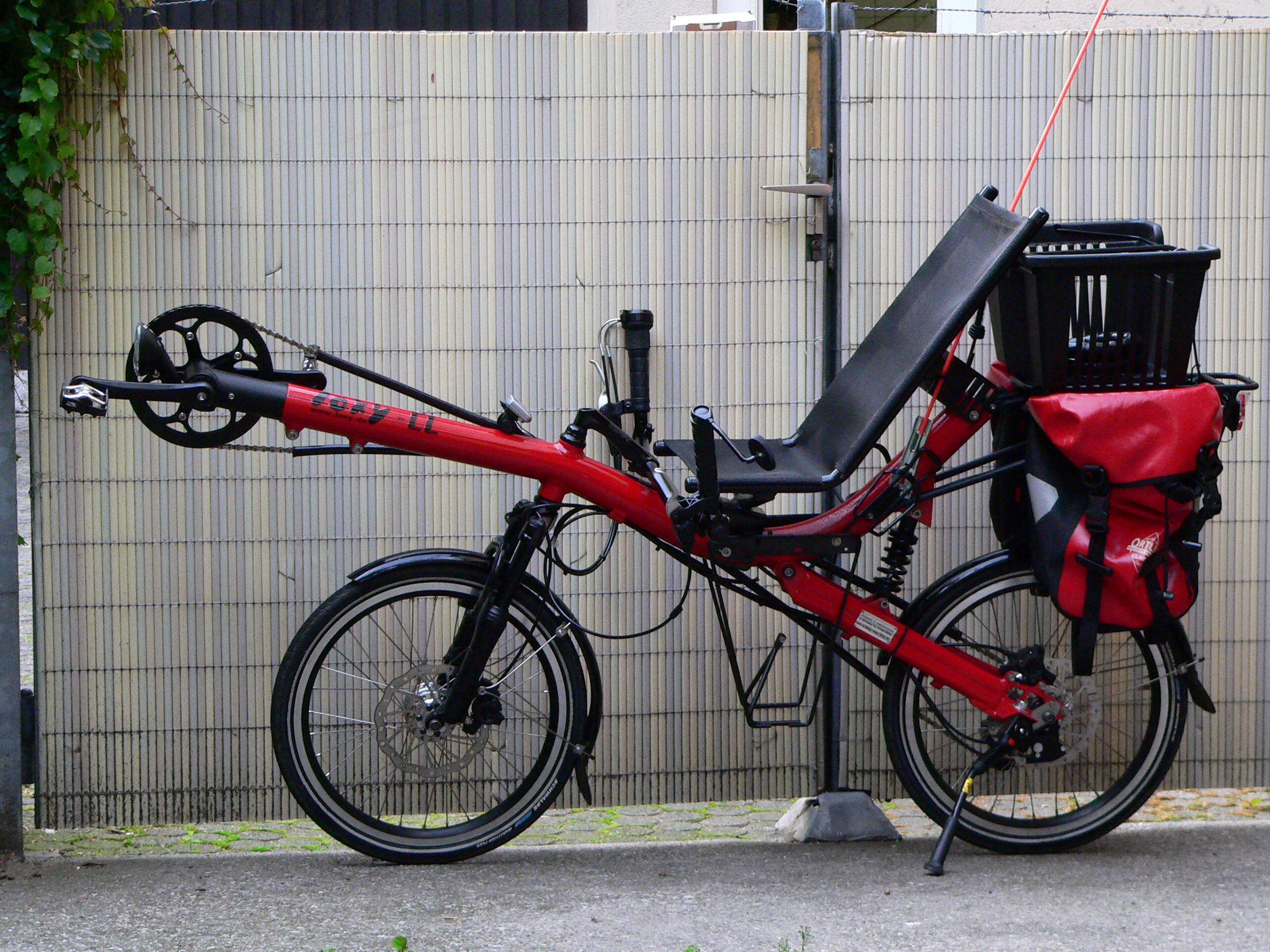
Modern kis tengelytávú rekumbens túrafelszereléssel és ülés alatt elhelyezkedő kormánnyal

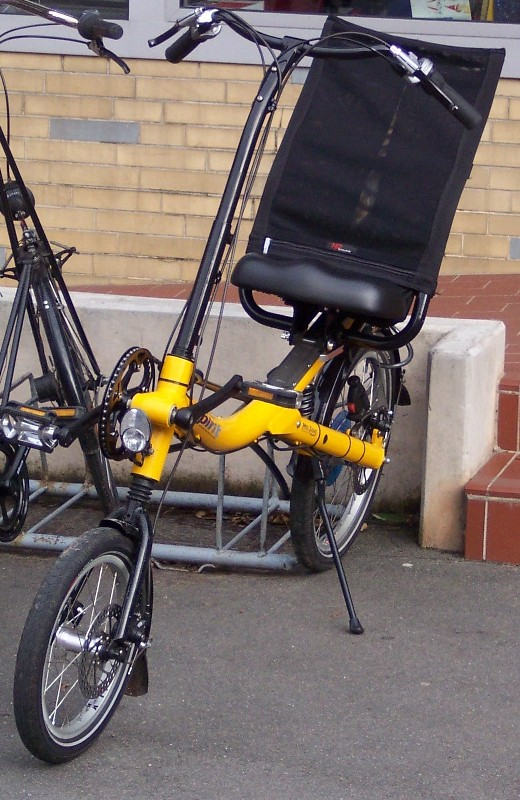
Modern fotelkerékpár: Spirit a HP Velotechniktől

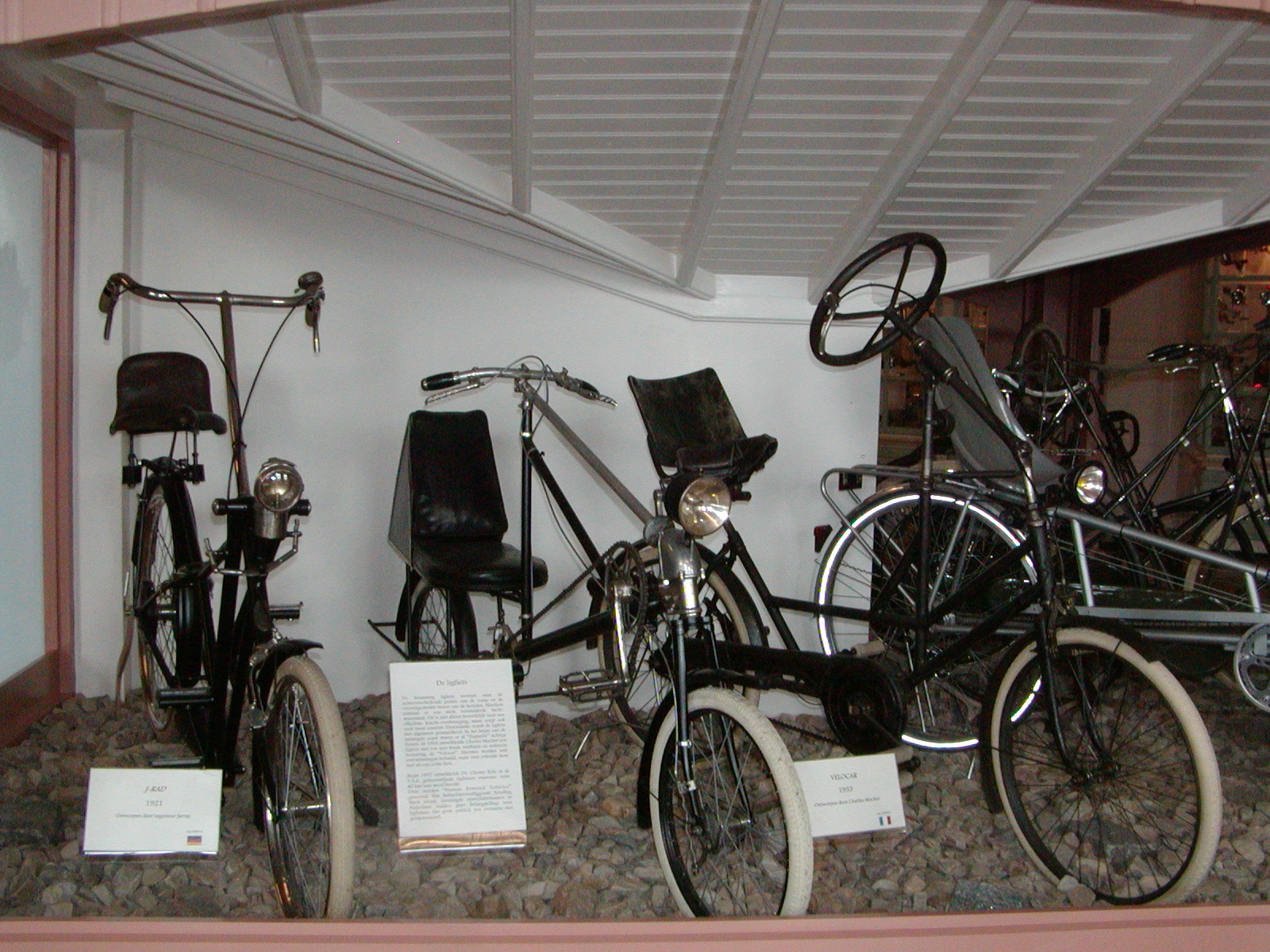
Velocar (középen) és Velostable (jobbra) az 1930-as évekből a Velorama múzeumban

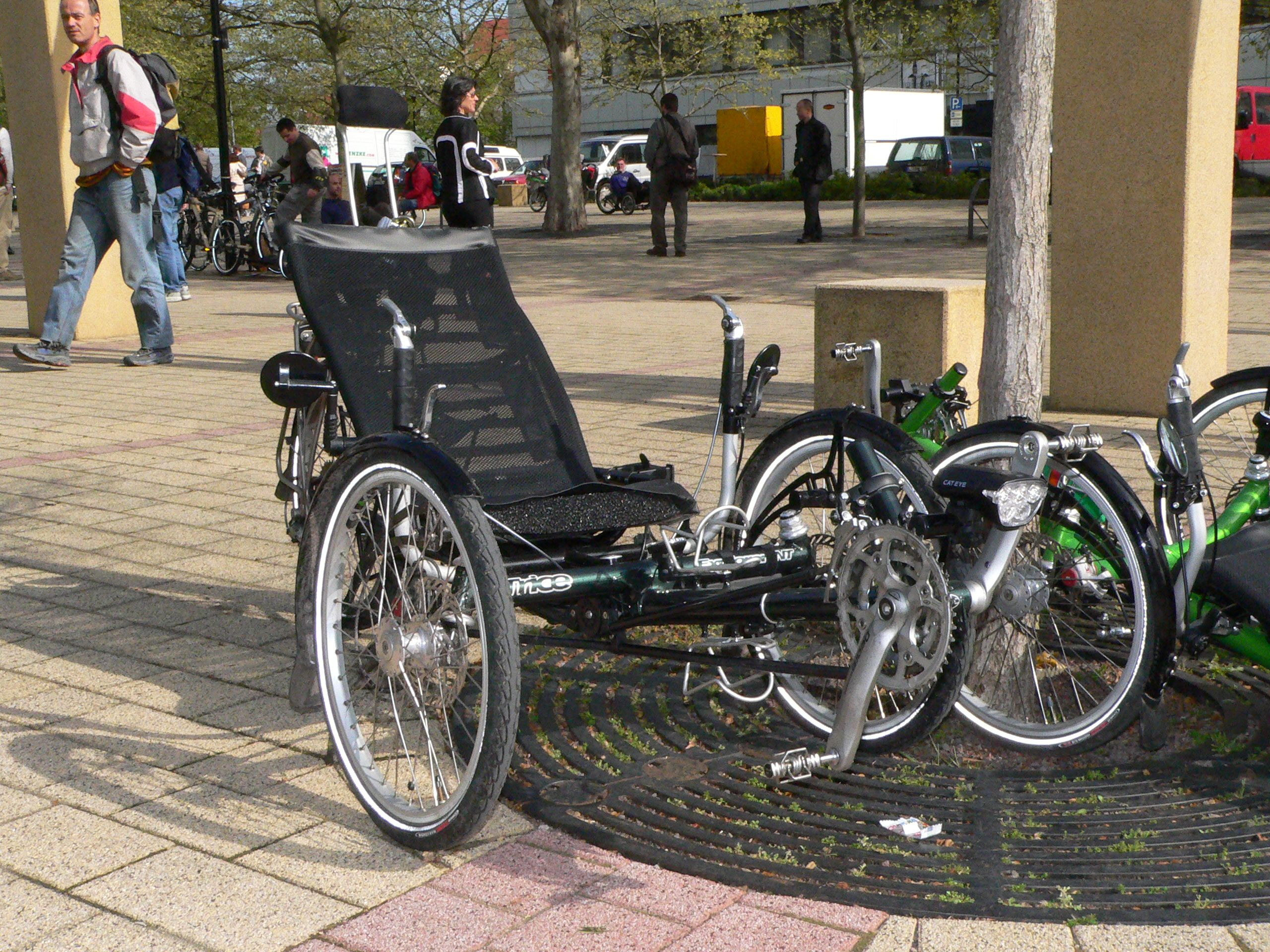
Egy háromkerekű rekumbens

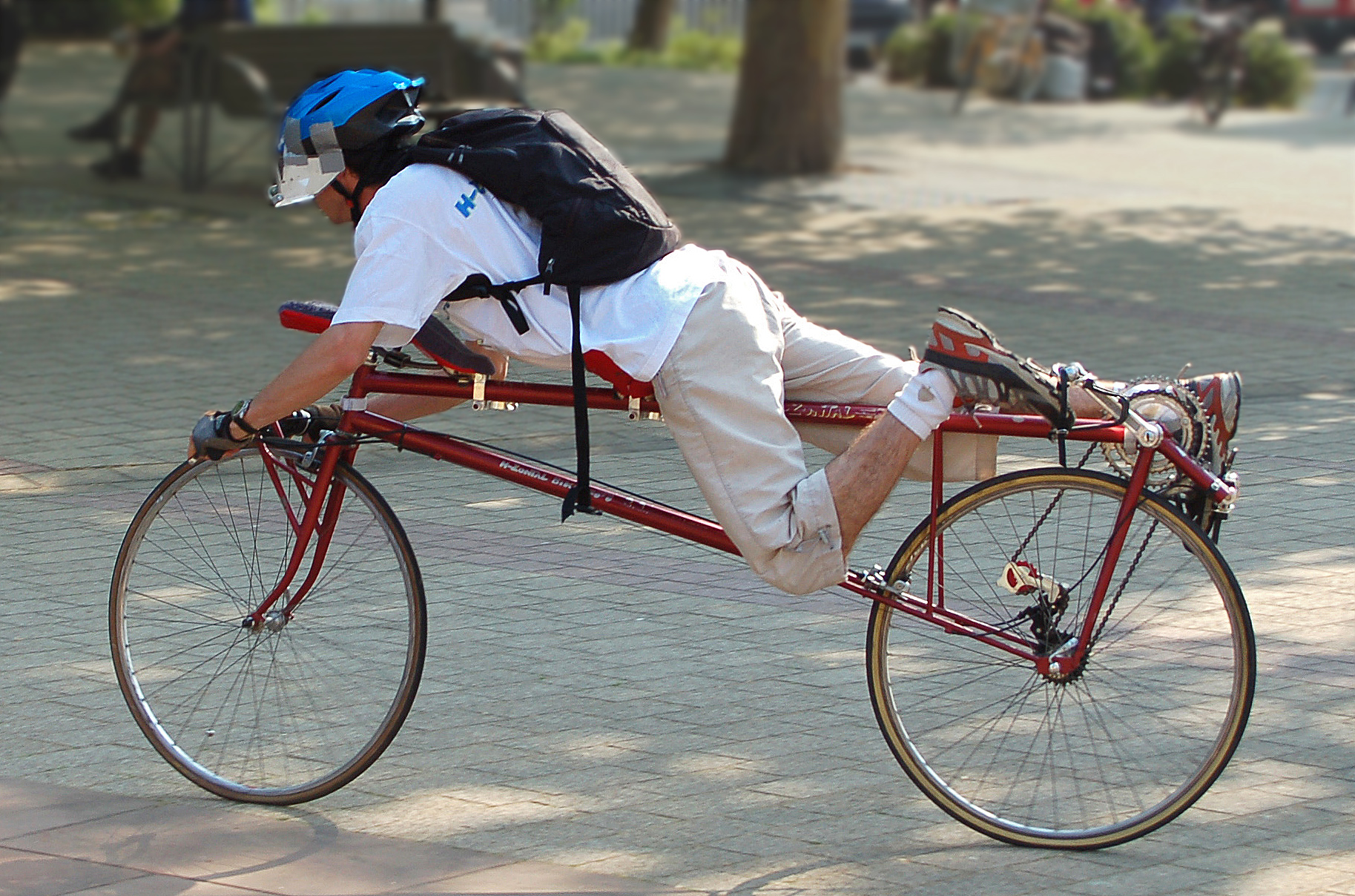
Hasonfekvő rekumbens

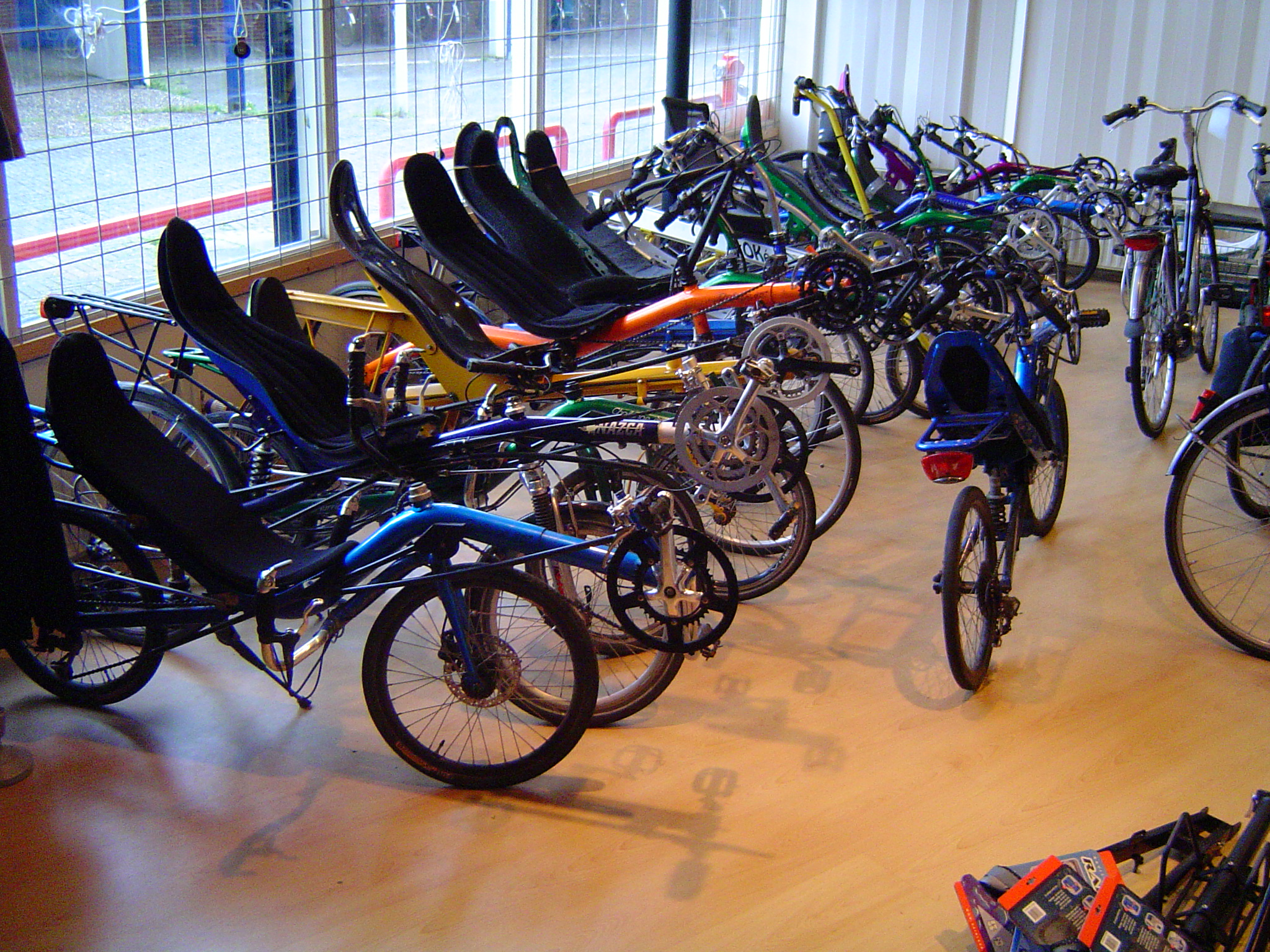
Rekumbens-szaküzlet Nijmegenben

A rekumbens emberi erővel hajtott, kerekeken gördülő jármű, hátradöntött ülő- vagy fekvőpozícióval. A hagyományos kerékpárral szemben nyereg helyett szövet- vagy merev üléssel rendelkezik. A középcsapágy és a pedálok elöl helyezkednek el. A legtöbb rekumbenst nem nehezebb hajtani, mint a hagyományos kerékpárt, és típusától, kormányzási módjától függően gyorsan hozzá lehet szokni.
A Nemzetközi Kerékpáros-szövetség (UCI) szabályzata, amely szerint a versenyeken csak gyémánt alakú vázzal rendelkező kerékpárok használata engedélyezett, kizárja a rekumbenseket a legtöbb versenyből.

## Története
A lánchajtás térhódítása után a feltalálók az emberi erővel hajtott járművek számos változatát valósították meg a 19. század 80-as és 90-es éveiben. Ezek között voltak a rekumbensek első elődei is, a francia Fauteuil-Velocipéd (1893) és a svájci Challand fotelkerékpárja (1895). A következő években már megalkották a mai rekumbensek alaptípusait, mint a Mr. Darling hason fekvő kerékpár (1896), a Brown-Rekumbens, a Chopper/Scooter-kerékpárok őse, amelyeket a századfordulón az Amerikai Egyesült Államokban fejlesztettek ki. Más koncepciók, mint az evezőrekumbens, nem jutottak tovább a prototípus állapotnál. Az első modellek esetében nagyobb tengelytávú rekumbensekről beszélünk.
1914-ben a Peugeot kínálta az első nagysorozatban gyártott rekumbenst, ami a Brown-rekumbensen alapult. Az 1920-as években Járay Pál, a légi közlekedés úttörője, megépítette a J-Rad nevű járművet, amely szintén sorozatban készült, és sikeresnek bizonyult. Egy évtizeddel később építette meg Charles Mochet és fia Georges a Velocart, az első sportban is sikeresen használt rekumbenst – a Nemzetközi Kerékpáros Szövetség akkoriban még engedélyezte ezen járművek hivatalos versenyeken való szereplését. Ezzel a járművel állították fel 1933-ban az egyórás világrekordot 45,056 kilométerrel. Ezt az eredményt csak 5 évvel később érték el hagyományos (burkolat nélküli) országúti kerékpárral.
1934. április elsején döntött arról a Nemzetközi Kerékpáros-szövetség, hogy a rekumbenseket kizárják a versenyekről. Ez fordulópontot jelentett ezen járműtípusok fejlesztésében. Ennek következtében is élte meg a rekumbens népszerűségének mélypontját 1950 és 1980 között. Ebben az időben csak néhány gyártó kínált kisszériás modelleket.
A rekumbensek továbbfejlesztése ezután is folytatódott, és a Nemzetközi Kerékpáros Szövetség versenyeiről való kizárás után elkezdődött a saját független közösség kialakulása. Már Mochet is kísérletezett burkolt járművekkel az 1930-as években, amelyek modern változatát Velomobilnak nevezik. A Mochet-járművek hagyományos rekumbenseken alapultak és máig is a leggyorsabb emberi erővel hajtott járműtípusnak számítanak. 1939-ben lépte át első alkalommal egy ilyen jármű az 50 km-t az egyórás kísérletben. Ezzel párhuzamosan megépült az első kisebb tengelytávú rekumbens (a Cycloratio 1935-ben), amely később mindenekelőtt a német mérnök Paul Rinkowski továbbfejlesztése által a domináns rekumbenstípussá vált 1947 után.
A háború utáni években a rekumbensek iránti kereslet stabil maradt, mert sokan, akik nem engedhettek meg maguknak saját autót, rekumbenst vásároltak. Ezután csillapodott a kereslet, egészen az Emberi Erővel Hajtott Járművek Nemzetközi Szövetsége (IHPVA, 2009-től WHPVA) 1976-os megalapításáig, amikor a járműnek reneszánsza kezdődött. Azóta ez az egyesület az emberi erővel hajtott járművek minden fajtájának fejlesztését támogatja és újra rendszeresen szervez versenyeket, amelyeken rekumbensek is indulhatnak.
Ezekben az években a 200 méteres sprint egyre nagyobb népszerűséget ért el. 1977-ben átlépték a 75 km/h-s csúcsot, 1979-ben az Egyesült Államokban fontos óránkénti 50 mérföldet, majd 1986-ban a 100 km/h-t. Ekkoriban az olyan teljesen burkolt háromkerekűek domináltak a versenyeken, mint a Vector, amely az 1970-es és 80-as években számos rekordot állított fel. Az 1980-as évek végén és a 90-esek elején újra az egy nyomon haladó járművek kerültek előtérbe, mindenekelőtt az új alacsonyfekvésűek (Cutting Edge, 1990) a háromkerekűekkel szembeni súlyelőnyük miatt.
A sportteljesítmények és a modern járműtechnikai tanulmányok miatt újra fellángolt az érdeklődés a rekumbensek iránt, így az 1990-es évektől nagyszériás modelleket is kínálnak a gyártók. Az ezredforduló óta a burkolat nélküli háromkerekűek is egyre nagyobb népszerűségnek örvendenek. 2007 óta egyre több úgynevezett trike jön divatba, amelyek a mai technikának köszönhetően nagyon gyors túrajárművek lehetnek.
Jelenleg Németországban 30 000 rekumbens lehet az utakon, szemben a hagyományos kerékpárok 50 milliójával.

## Összehasonlítás a hagyományos kerékpárokkal

### A legjelentősebb előnyök
Kényelmes ülőpozíció
A rekumbensen nagyon kényelmes testtartás adódik, mert sem a csukló, sem a karok, sem a vállak, sem a gerinc nem terhelt. A kezek a kormányon fekszenek, a felsőtest megtámasztása, mint a hagyományos kerékpárnál nem, itt szükséges. A nyakizomzat is laza, mert a kerekező természetes nyaktartással előre néz. Csak néhány extrém alacsony rekumbensnél kell a fejet lefelé fordítani.
Az állandó nyeregproblémákat is el lehet felejteni.
Egészség
A rekumbensen laza pozícióban fekszik a gerincoszlop. Orvosok kimutatták, hogy optimális esetben a porckorongok akár regenerálódhatnak is. Ezenkívül a nyereg nélkül sem nyomás, sem dörzsölés nem lép fel az ágyékon, és az idegek sem csípődnek be. A prosztatabántalmakkal küzdő férfiaknak problémájuk lehet a hagyományos kerékpárokon, amelyek a rekumbenseken elkerülhetők. Hosszú utakon kizárt a lábujjak gyakori viszketése vagy akár az elérzéketlenedése.
Légellenállás
A magasan fekvő térdeknek köszönhetően a légellenállás elméletileg a normál kerékpárok légellenállásának csak 20-30%-a. Azonfelül a kinyújtott ülőpozíció és a kicsi homlokfelület kevesebb fékező hatású légörvényt kelt, ami a kerekező mögött csekély mértékű szívó hatást fejt ki. Különösen a hátsó burkolatok, gyakran csomagok formájában, csökkenthetik még a légellenállást. A rekumbens különösen síkon és lejtmenetben tesz lehetővé sokkal nagyobb sebességeket a hagyományos kerékpárnál. Ez nem érvényes felfelé haladva, mert alacsony sebességeknél a légellenállás elhanyagolható.
Biztonság és baleseti következmények
A legtöbb rekumbens tömegközéppontja jelentősen alacsonyabban van a hagyományos kerékpárokénál, miközben a tengelytáv jelentősen nagyobb. Ez a két tulajdonság együtt elkerülhetővé teszi a blokkoló első keréken történő átbukást. Egy akadályba való becsapódásnál is enyhébbek a következmények. A hagyományos kerékpároknál mindkét esetben a legsúlyosabb fej- és gerincsérülések következhetnek be, ha a kerekező fejjel ütközik az akadálynak. A lábakkal előre nyújtott fekvő testtartás biztosítja a rekumbens használójának, hogy nem fejjel, hanem lábbal ütközik. Továbbá az alacsony üléspozíció csökkenti a sérülésveszélyt alacsony sebességeknél történő esés esetén.
Erőátvitel
A medence és a felsőtest háttámlán való megtámasztásával jelentős erő fejthető ki a pedálokra a karok vagy a felsőtest használata nélkül. Ez és a laza ülőpozíció feleslegessé tesz minden erőkifejtést, amely nem az előrehaladást szolgálja. Mindazonáltal a hagyományos kerékpárokon lehetőség van a nyeregből kiállva nagy nyomatékot leadni a pedálokra, amely egy rekumbensnél lehetetlen.

### A legjelentősebb hátrányok
Ár
A rekumbensek ára jelentősen magasabb a hagyományos kerékpárokénál. Ez az olyan speciális alkatrészek kis darabszámai miatt van, mint az ülés, az erőátvitel és a csomagtartó. A nagyobb sebesség miatt gyakran drága váltókra és fékekre is szükség van. A rekumbensek rugós tagok és rugózott ülések nélkül nagyon kényelmetlenek.
Időjárás elleni védelem
A rekumbensezők jobban ki vannak téve az esőnek mint a hagyományos kerékpárosok. A csapadék az egész testet éri és a nagy szél a vizet az ülési pozíciótól függően alulról a ruhára fújja. Ezzel szemben a teljesen burkolt rekumbensnek nagyon jó az időjárás elleni védelme – rendszerint a háromkerekű Velomobiloknak. A burkolat nélküli rekumbensekre többnyire probléma nélkül felszerelhető előre védőelem (Streamer, Első burkolat), amelyre ráadásul egy speciális esőköpeny helyezhető. Ezáltal azonban a rekumbensek az oldalszélre érzékenyebbek lesznek.
A váz tömege
A legtöbb rekumbensnek a nagyra méretezett váz és a rugós tagok miatt nagy súlya van. Ezt azonban nem szabad általánosítani: A csillapítatlan versenyrekumbensek spártai felszereltséggel 7,5 kg-tól, sportos rekumbensek már kb. 10 kg-tól (rugózatlan, kompozit) továbbá 12 kg-tól (teljesen csillapított, mindennapi) elérhetőek. Ehhez összeszerelt állapotban hozzáadódik még a hosszú láncból adódó többletsúly is.
Egyensúly és kezelhetőség
A felsőtest korlátozott mozgathatósága miatt a rekumbensek kevésbé egyensúlyozhatók a testsúllyal. Kis sebességeknél az alacsony súlypont hirtelen kormánykilengéseket okoz, így a rekumbensek araszolásnál instabilak. A gyakran nagy tengelytáv és a behatárolt kormányzási szög lassú menetnél (pl. útakadályok kikerülésénél) kevésbé sokoldalúvá teszi a rekumbenst.
Használata városi forgalomban
A rekumbensek láthatósága városi forgalomban vitatott. Sok járművezető szerint a parkoló autók mögött haladó rekumbenseket nehéz észrevenni, mivel a kerekező nem emelkedik az autók teteje fölé. Másrészről a legtöbb autóbaleset a hagyományos kerékpárosokkal azért következik be, mert az autós nem ügyel rájuk. A rekumbensezők ugyanakkor magas figyelemről számolnak be az autósok részéről. A hátratekintés sávváltásnál a fekvő pozíció miatt nehézkes és kényelmetlen, ezért néhány modell visszapillantó-tükörrel van felszerelve.
Útszegélyre történő felhajtás
Az útszegélyre való felhajtás konstrukcióból adódóan csak nagyon kis sebesség mellett, vagy egyáltalán nem lehetséges, mert az első kerék nem tud a szegélyen feljutni.
Használat jégen, havon és csúszós úton
A bukásveszély valamivel nagyobb, mint a hagyományos kerékpároknál, mert az egyik kerék kicsúszása esetén az egyensúly visszanyerése nehezebb. Mindazonáltal az esési magasság kisebb, ami a sérülésveszélyt csökkenti. A háromkerekű rekumbenseknél ezek a hátrányok nem lépnek fel.
Használat szürkületben és éjszaka
A hátrafektetett üléspozíció miatt, hasonlóan egy autóhoz, a lenyugvó nap erősen vakít. Sötétben viszont éppen megvilágítják az autók fényszórói a rekumbenseket és így könnyebben észrevehetők – szemben a hagyományos kerékpárosokkal, akiknek többnyire csak a lábuk látszik. Ennek megfelelően azonban a rekumbensezőt az autók általában jobban vakítják.
A nadrág- és kabátzsebek tartalma
A nem megfelelő nadrág- és kabátzseb szabásoknál a tartalom, pl. pénztárca vagy kulcscsomó, könnyen elveszhet, különösen ha a zsebek nem zárhatók.

### Konstrukciós különlegességek
Teherszállítás
Az alacsony súlypontnak köszönhetően a túrarekumbensek jelentősen alkalmasabbak csomagszállításra, mint a hagyományos kerékpárok. Akár négy nagy túratáska is rögzíthető az ülések alá és mögé, anélkül, hogy a súlypont elmozdulna. A rekumbens viselkedése sem változik a csomagok miatt, ellentétben a hagyományos túrakerékpárokkal. Általában hátizsák viselése nem lehetséges, és kormánytáska sem használható. A kicsi elsőkerék-átmérők miatt alul fekvő csomagtartók sem használhatók. Rugózott hátsó kerék esetében utánfutó alkalmazása sem mindig lehetséges.
Javítások
A szokásos kopó- és cserealkatrészek a hagyományos kerékpárokéval megegyeznek. Néhány rekumbensspecifikus komponens (pl. kormány és ülés) nem szabványosított, így a különböző modellek között nem cserélhetők. Ezek a cserealkatrészek emiatt nehezen hozzáférhetőek és csak forgalmazón vagy gyártón keresztül szerezhetők be.
Kisebb kerékátmérő
Általában 20 collos első kerekeket használnak. Ilyen kicsi kerekeknél növekszik a gördülési ellenállás a hagyományos kerékpárokhoz képest. Nagyobb nyomás a kerekekben vagy kisebb terhelés ezt részben csökkentheti. A nyomvályúból általában nehéz a kihajtás, mert a kis kerekek az akadályokat nehezebben másszák meg.
Hosszabb lánc
A hátsókerekes rekumbensek számára hosszú lánc szükséges. Megfelelő láncvezetés esetén a hajtás problémamentesen működik. A teljesen tefloncsőben futtatott lánc a Monroe-effektus miatt nem alkalmazható. A hosszú lánc miatt (egy kis tengelytávúnál 3,5 m) növekszik az összsúly is.
Tartásváltás
A lapos-sportos-gyors és az egyenes-fekvő-laza tartás közötti váltás a rekumbenseknél nem lehetséges. Ez általában nem fontos, mert a túlterhelés vagy a begörcsölés a rekumbenseken egyébként is elkerülhető.
A rekumbens testre szabása
A testre szabás, ami a hagyományos kerékpároknál a nyereg és a kormány állításából áll, a rekumbenseknél is lehetséges. Viszont itt a lánc hossza is változik a beállításokkal, ami különböző méretű kerekezők számára kizárja a közös használatot.

## A rekumbensek típusai

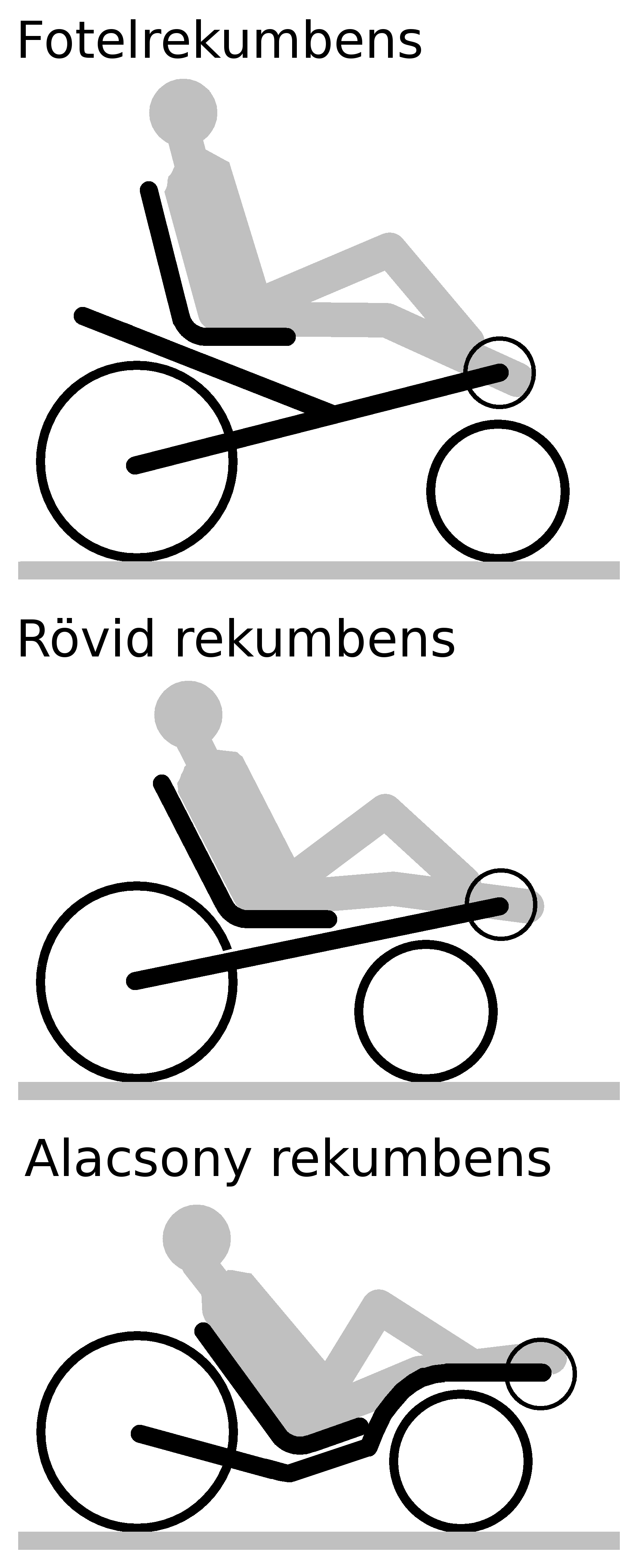
Három rekumbens összehasonlítása

A rekumbenseknek számos variánsa létezik. Például első- és hátsókerékhajtás, magas hajtóműpozíció, közvetett vagy közvetlen kormányzás, a kerekező előtt vagy ülés alatt elhelyezkedő kormány.
A rekumbenseket az alábbi szempontok szerint lehet kategóriákba sorolni. Sok modell több kategóriába is beleesik, és egy egzakt kategóriába való besorolás gyakran lehetetlen.

### Kialakítás
- A rekumbensek többségének, a hagyományos kerékpárokhoz hasonlóan, két kerekük van.
- Fekvőtriciklinek vagy trike-nak hívjuk a háromkerekű rekumbenseket. Ezeknek kétfajta elrendezésük lehetséges:
  - A tadpole-oknak két első kerekük van és Go-Kart vezetési élményt adnak.
  - A delta elrendezésű tricikliknek egy első és két hátsó kerekük van. Ezeknek nagyobb a tengelytávjuk, ennek ellenére fordulékonyabbak a tadpole-oknál. Viszont rosszabb a kanyarstabilitásuk nagy sebességnél.
  - A Velomobilok teljesen burkolt nehéz rekumbensek jó időjárás elleni védelemmel és jó aerodinamikával
- A fekvőtandemek két kerekező számára alkalmasak. Vannak két és három kerekűek (illetve ritkán négy).

### Hajtáslánc
- A rekumbensek többsége hátsókerékhajtású (RWD: rear wheel drive), követve a hagyományos kerékpárok hajtásának elvét. A rekumbenseknél ez a váz teljes hosszán végigvezetett lánchajtással jár.
- A hosszú lánc kiküszöbölésére alternatív megoldáskén használják az elsőkerék-meghajtást (FWD: front wheel drive). Ezt magyarul lengőorrúnak szokták nevezni, mivel ebben az esetben kanyarodáskor a kormány és az első kerék együtt fordul a pedállal, a lánccal és a lánckerekekkel. Külön újra kell tanulni vele biciklizni, de a lábak kormánnyal való közvetlen kapcsolata miatt elengedett kézzel is lehetséges vele menni.

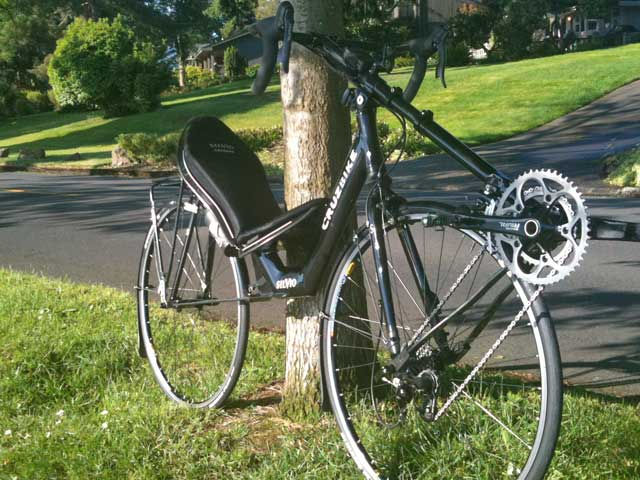
Cruzbike Silvio (2009). Lengőorrú (elsőkerék-meghajtású) rekumbens, 700C kerekekkel, csomagtartóval

- A kézi hajtású rekumbenseket karral hajtják. Két és három kerékkel szerelik őket. Ügyes egyedi építők csinálnak kézzel-lábbal hajtható változatokat is.
- A hasonfekvőknek alacsony légellenállása van, habár a kényelem és a látás árán.

### Tengelytáv
- A kis tengelytávú (SWB: short wheelbase) rekumbenseknek kicsi tengelytávjuk van. Akár a mindennapokra, akár túrákra is alkalmasak.
  - Alacsony rekumbensek versenyzésre vagy sportos kezelhetőséggel
  - Csuklós kormányzású rövid rekumbensek elsőkerék hajtással. Kormány helyett csuklóval és súlypontáthelyezéssel kormányozhatók.
- A nagy tengelytávú (LWB: long wheelbase) rekumbensek a nagyobb tengelytávnak köszönhetően magas komfortot kínálnak, azonban ormótlanok és nem túl fordulékonyak.
  - A fotelbringák vagy scooterek nagy tengelytávú modellek magas üléspozícióval. Alkalmasak akár városi használatra akár túrára.

### Irányítás
Az irányításnak több különböző módja van. Nagyvonalakban a következőket különböztetjük meg:
- Felső kormányzásúnál (OSS vagy ASS: over seat stearing, above seat stearing) a markolat az ülés fölött és a mell előtt helyezkedik el. Két változata van:
  - imádkozó mókus kormány: kisebb, rövidebb karok, előrehajtható a könnyebb ki- és beszálláshoz, kisebb a légellenállása.
  - m-kormány: körülfogja a térdeket, amelyek az m-et formázó kormány szárai között mozognak. Természetesebb a fogás, de nagyobb a légellenállás is, és nehezebb városban, az autók között lavírozni.
- Alsókormányos (USS: under seat stearing), rendszerint az ülés alatt elhelyezett kormánnyal, ahol a markolat oldalt és kissé az ülés fölött van. Ez a kormányzási mód indirekt, azaz a kormány elfordulását rudazat továbbítja az első villa felé. Hátránya, hogy nehezebb tolni így a biciklit, és eséskor könnyen elgörbülhet a kormány tengelycsonkja, szolgálatképtelenséget eredményezve.
- Botkormányzás, gyakran csak Velomobiloknál vagy trike-oknál. Mindkét kormányzott elsőkerék egy himbán keresztül kormányzott. A markolatok itt helyezkednek el, hasonlóan az alsókormányoshoz, oldalt és valamivel az ülés fölött.

## Egyedi építés
Mindenekelőtt az 1980-as években, amikor kevesebb eladó rekumbens volt mint ma, sokan az egyedi építés felé fordultak. Gyakran használtak újrahasznosított kerékpárokat. Sok terv még ma is kapható, pl. „Chopper kerékpárok” az „Ötletek szemét helyett” sorozatból Christian Kuhtz-tól, ISBN 3-924038-66-X. Egy hasonló koncepciót vesz alapul a Hobbythek-rekumbens, amelyhez régi kerékpárokat használnak.
Mivel a rekumbenseket különösen jól kell megtervezni és elkészíteni, ha jó menettulajdonságokat akarunk elérni, a saját készítésű professzionális rekumbensek majdnem mindig hátrányban vannak. Ugyanez vonatkozik az olcsó távol-keleti importrekumbensekre, amelyek a normális kerékpárok minőségi szabványai szerint készülnek.

## Sebesség és pályarekordok

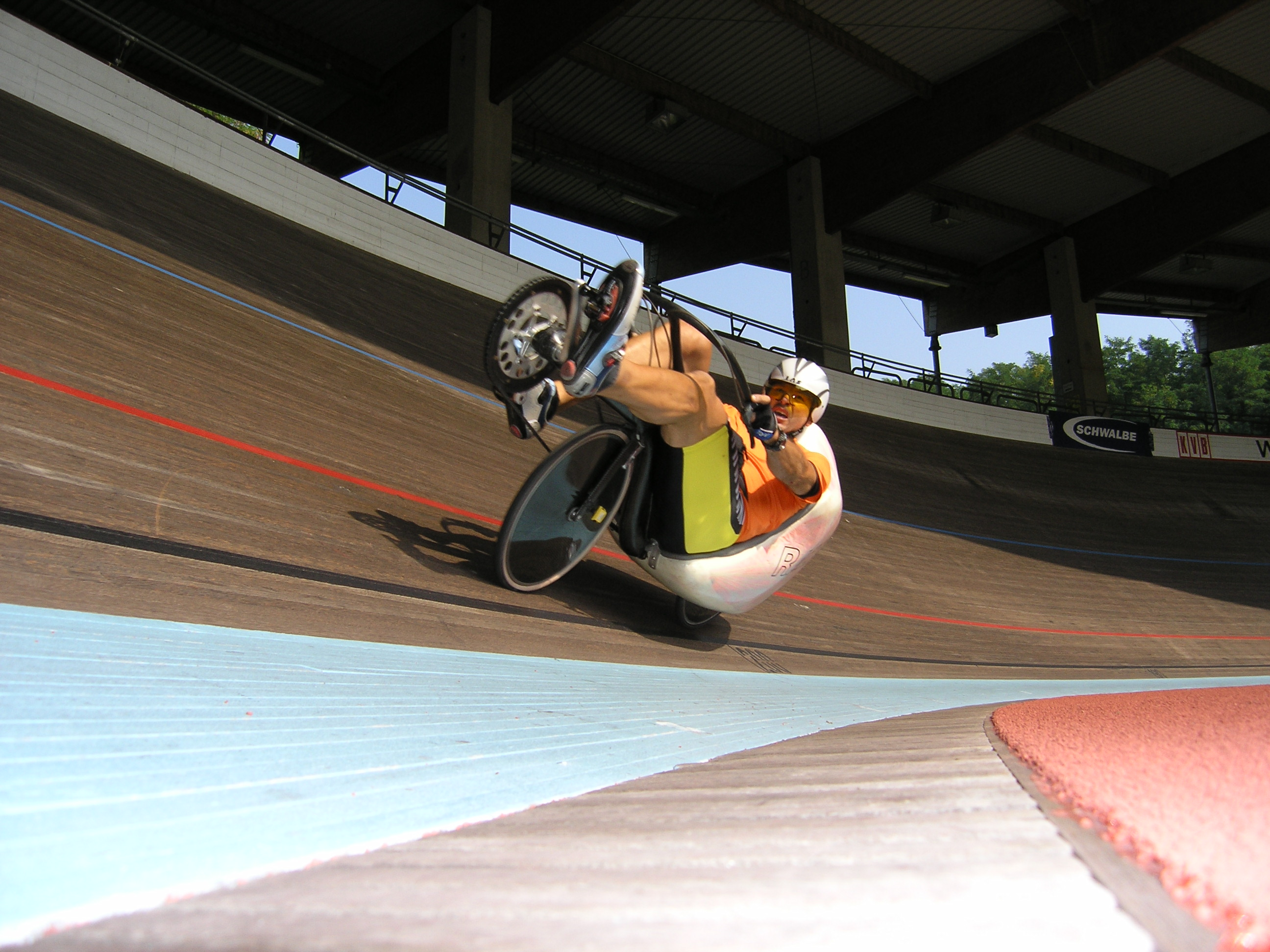
Részben burkolt rekumbens térdkormánnyal időfutamon 2005 szeptemberében a kölni versenypályán

A rekumbenseket az aerodinamikai potenciálok miatt mindig is használták olyan rekordkísérletekre, amelyek a normális kerékpárokkal egyáltalán nem voltak lehetségesek. A felügyelő szervezetek az UCI mellett a WHPVA és az IHPVA.
Néhány rekord:
200 m, repülőrajt
Férfiak: 132,50 km/h (5,434 s) Sam Whittingham által egy Varna Diablo III-al (George Georgiev) 2008. szeptember 18-án, Battle Mountain, Lander County, Nevada, Amerikai Egyesült Államok
Nők: 121,81 km/h (5,911 s) Barbara Buatois által egy Varna Tempest-el (George Georgiev) 2010. szeptember 15., Battle Mountain, Nevada, Amerikai Egyesült Államok
1000 m, repülőrajt
Férfiak: 133,78 km/h Sebastiaan Bowier által Velox 3-on 2013. szeptember 14-én, Battle Mountain, Nevada, Amerikai Egyesült Államok
Nők: 106,98 km/h (33,90 s) Lisa Vetterlein által Varna II-n 2005. július 10-én, Battle Mountain, Nevada, Amerikai Egyesült Államok
Egy órás rekord, állórajt
Férfiak: 91,556 km Francesco Russo által saját rekumbensével "Eiviestretto" 2011. augusztus 2-án, Dekra Oval Tesztpálya, Németország
Nők: 84,02 km Barbara Buatois által 2009. július 19-én, Romeo
Tartós teljesítmények
6 órás állórajtból:
Férfiak: 426,917 km, átlag 71,153 km/h Axel Fehlau által Speedhawk 2-vel 2010. október 9-én, Opel-Tesztpálya, Dudenhofen, Németország
Nők: 338,689 km, átlag 56,448 km/h Ellen van Vugt által Speedhawk 2-vel 2010. október 9-én, Dudenhofen, Németország
24 órás állórajtból:
Férfiak: átlag 43,58 km/h Greg Kolodziejzyk által Critical Powerrel 2006. július 11-én, Eureka, Kalifornia, Amerikai Egyesült Államok (1046,1 km)
2009. augusztus 2., Christian von Ascheberg, 1069 km
2010. április 2., Jeff Nielsen 47 perccel megdöntötte a rekordot, 1109 km
2010. augusztus 1., Christian von Ascheberg 1219 km-t és 50,8 km/h-t ért el egy Milan SL Velomobillal, Lausitzring, Németország
Majdnem minden itt felsorolt rekord teljesen burkolt, nem utcára való járművel értek el. (Kivétel: Christian von Ascheberg mit Bülk Einspurer und Milan SL)

## Fordítás
- Ez a szócikk részben vagy egészben  a   Liegerad című német Wikipédia-szócikk ezen változatának fordításán alapul.  Az eredeti cikk szerkesztőit annak laptörténete sorolja fel. Ez a jelzés csupán a megfogalmazás eredetét és a szerzői jogokat jelzi, nem szolgál a cikkben szereplő információk forrásmegjelöléseként.